# IAR-821
Die IAR-821 ist ein Agrarflugzeug des rumänischen Flugzeugbau- und Reparaturbetriebs Intrepinderea de reparat material aeronautic (IRMA).

## Entwicklung
Die IAR-821 war die erste Flugzeugeigenentwicklung in Rumänien nach dem Zweiten Weltkrieg. Chefkonstrukteur war Radu Manicatide. Der Erstflug erfolgte 1967 und die Produktion begann 1968.
Als Antrieb dient ein Iwtschenko AI-14RF, der einen Verstellpropeller mit drei Blättern antreibt.
Die Ausführung IAR-821B ist zweisitzig und als Schulflugzeug für den Sprüheinsatz gedacht. Der zweite Führersitz ist an der Stelle des ursprünglichen Sprühmitteltanks untergebracht, der nun durch einen auf 100 l Fassungsvermögen verkleinerten ersetzt ist. Die Kraftstoffkapazität hingegen wurde auf 160 l vergrößert. Diese Ausführung startete im September 1968 erstmals.
Das Muster, von dem 20 Exemplare bis Ende 1969 hergestellt wurden, wurde durch die IAR-822 abgelöst, die einen Sechszylinder-Motor von Lycoming als Antrieb hatte.

## Aufbau
Die IAR-821 ist ein einsitziger, auf Wunsch auch zweisitziger, Tiefdecker mit einem Sternmotor und einem robusten festen Spornradfahrwerk. Das Rumpfgerüst besteht aus geschweißten Chrom-Molybdän-Rohren. Das Vorderteil ist mit Metall beplankt, der hintere Teil ist mit Stoff bespannt. Der Behälter für 800 kg Sprühmittel befindet sich zwischen Brandschott und Cockpit. Es können sowohl feste als auch flüssige Mittel ausgebracht werden. Der Führerraum ist geschlossen und großflächig verglast. Die Abdeckhaube kann im Notfall abgeworfen werden. Das Leitwerk ist aus Holz gefertigt und besteht aus einer abgestrebten Höhenflosse und einem zweigeteilten Höhenruder, das an jeder Hälfte eine im Flug einstellbare Trimmklappe besitzt, sowie einem normalen Seitenleitwerk mit Bügelkante.
Der dreiteilige, freitragende Rechteckflügel ist mit 5° Einstellwinkel am Rumpf befestigt. Während das Flügelmittelteil bis etwa 1/3 der Spannweite ohne V-Stellung ausgeführt ist, verfügen die Tragflächenenden über V-Stellung von +5°. In den aus Holz gefertigten und mit Stoff bespannten Außenflügeln sind auch die beiden Kraftstoffbehälter von zusammen 130 l Fassungsvermögen untergebracht. Als Flügelprofil wird das NACA 23012 verwendet. Das gerade durchlaufende Flügelmittelstück hat, wie der Rumpf, ein Gerüst aus geschweißten Chrom-Molybdän-Rohren und ist mit einer betretbaren Metallbeplankung verkleidet. Die Querruder sind ebenfalls aus Holz hergestellt und mit Stoff bespannt. Als Landeklappen kommen einfache Spalt-Wölbungsklappen zum Einsatz.

## Technische Daten
| Kenngröße               | Daten                                    |
| ----------------------- | ---------------------------------------- |
| Besatzung               | 1–2                                      |
| Länge                   | 9,20 m                                   |
| Spannweite              | 12,80 m                                  |
| Flügeltiefe             | 2,10 m                                   |
| Höhe                    | 2,78 m                                   |
| Flügelfläche            | 26 m²                                    |
| Flügelstreckung         | 6,3                                      |
| Leermasse               | 1080 kg                                  |
| max. Startmasse         | 1900 kg                                  |
| Höchstgeschwindigkeit   | 212 km/h                                 |
| Reisegeschwindigkeit    | 205 km/h                                 |
| Ausbringgeschwindigkeit | 120–150 km/h                             |
| Dienstgipfelhöhe        | 6200 m                                   |
| Startstrecke            | 130 m                                    |
| Antrieb                 | 1 × Iwtschenko AI-14 mit 300 PS (221 kW) |